# スロボタン・カッチャー
スロボタン・カッチャー（Slobodan Kačar、1957年9月15日 - ）は、ユーゴスラビア（現在はセルビア）のプロボクサー。ボスニア・ヘルツェゴビナヤイツェ出身。元IBF世界ライトヘビー級王者。1980年モスクワオリンピックライトヘビー級金メダリスト。ユーゴスラビアのプロボクサーでメート・パルロフに次ぐ2人目の世界王者になった。兄は1976年モントリオールオリンピックスーパーウェルター級銀メダリストのタージャ・カッチャー。

## 来歴
アマチュア時代に優秀の成績(250戦241勝9敗)を残したカッチャーは1983年3月4日、プロデビューを果たし2回TKO勝ちで白星でデビューを飾った。
1984年2月25日、ヨムボ・アラカと対戦し4回TKO勝ち。
1985年12月21日、マイケル・スピンクスの返上で空位になったIBF世界ライトヘビー級王座決定戦をエディー・ムスタファ・ムハンマドと対戦し15回2-1(144-141、145-143、143-145)の判定勝ちで王座獲得に成功した。
1986年9月6日、アメリカデビュー戦をラスベガス・ヒルトン内ヒルトン・センターでボビー・チェズと対戦し5回1分10秒TKO負けで初防衛に失敗し王座から陥落した。
1987年5月5日、ブライン・ラグストンと対戦し2回KO負けを最後に現役を引退した。

## 獲得タイトル
- IBF世界ライトヘビー級王座(防衛0)